# 求偶場

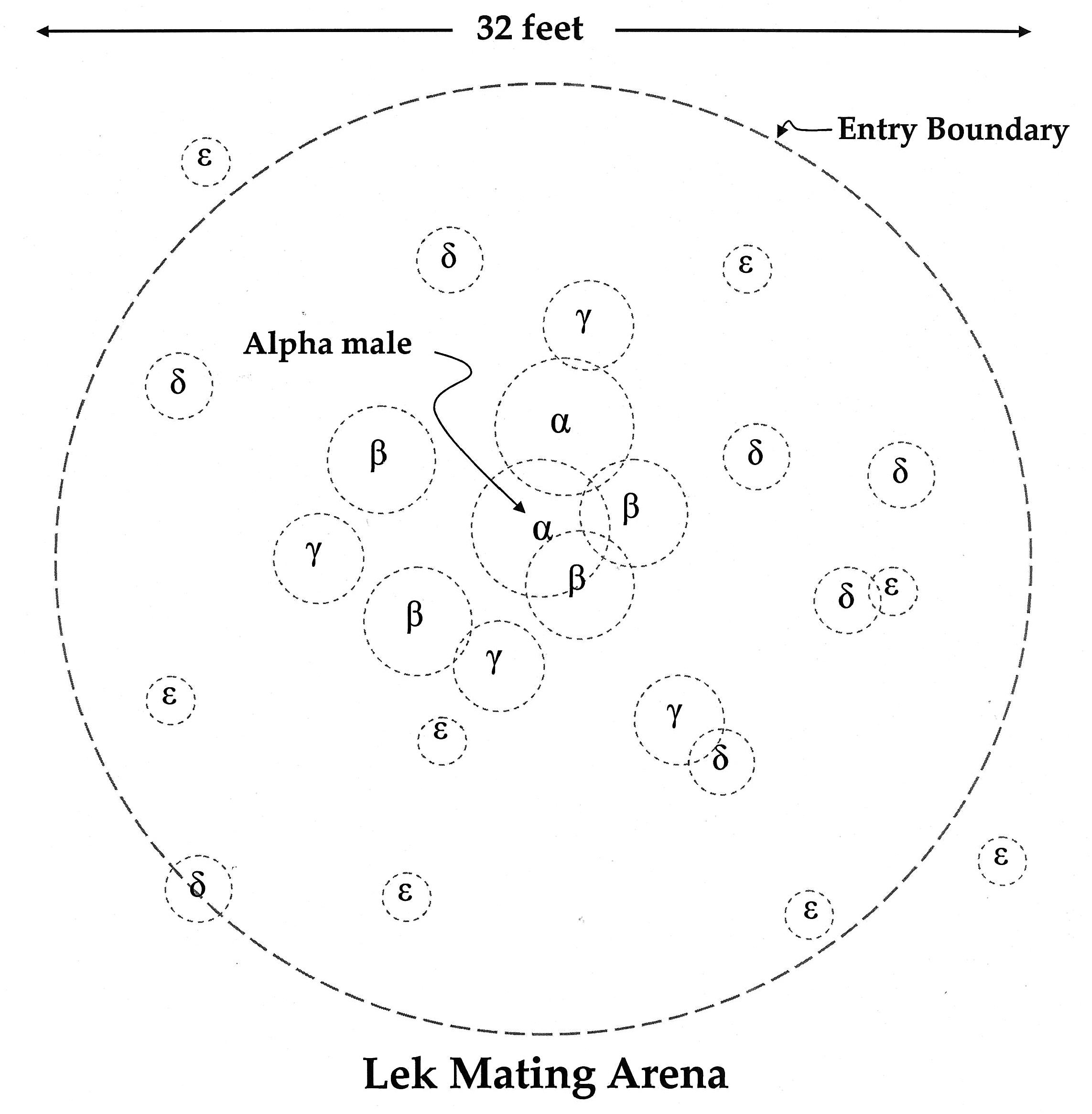
根據艾草榛雞而構築的求偶場模型。每頭雄鳥按其地位高低而佔據有關位置，由位處首位的alpha-male、到beta-male及gamma-male等，優勢個體可吸引八頭或以上的雌性與其交配。除此之外，每個個體會守衛約幾米的空間（以虛線表示），地位愈高的個體所佔有的空間愈大。一般求偶場內有25至30個個體。

求偶場（英文：lek），也有譯作競偶場，指一個物種的兩個或多個雄性聚集於此，透過不同類型的炫耀表演或演示，以達致求偶交配這一目的的場所。當描述這種行為時也有譯作群集展示。
按照慣例，求偶場在繁殖季節或以前就會建好，同一群雄性會到達這經年不變的場所，並佔據特定的位置。牠們為了好好防衛所擁有的場所，有時更會與鄰居大打出手。不同物種會以不同的表演作為炫耀手段，如誇張的求偶舞蹈、羽毛展示、歌唱及嗚叫較量等。
Lek一字來自瑞典語，意指一些使人愉快而規矩不多的活動或遊戲。1871年首次用於動物行為學，指某些物種參與的求偶表演，可能來自瑞典語中leka，意指表演。嚴格的階級制度使位處首位的雄性得以占據最有利的中心位置，其他雄性則根據名望以輻射形式按次排列。雌性為了交配而來，但牠們未必會細心選擇──通常牠們只會逕自走到佔據中心點的雄性所在地。英语中首次出现在Llewelyn Lloyd的The Game birds and wild fowl of Sweden and Norway (1867)。

## 群集展示
根據求偶場内的資源狀況、雄性的聚集密度及地形地貌等因素，求偶場大致可分為經典求偶場及開放型求偶場兩種。經典求偶場內的個體在一個密集及可互相看見的範圍內進行比併，直接的身體接觸相當常見，不少水鳥及猛禽的求偶傳統均是這種模式。一種慈鯛科的魚類，美口槳鰭麗魚（Copadichromis eucinostomus）的雄性則會透過建立沙堡去分出勝負。建出最高的沙堡的雄性就可贏得雌性的青睞。這些只有約10厘米體長的小魚，花近兩星期的時間，可建出地基達一米闊的沙堡。孔雀也會構築牠們的求偶場以展示華麗的羽毛 。
開放型求偶場則以聲音作為競技項目。雄性錘頭果蝠擁有佔其體重超過一半的發聲共振體，每逢繁殖季節，牠們就會聚集在求偶場內發出好幾小時的鳴叫，並且由晚上一直鳴叫至翌日的日出時份。另一廣為人知的例子就是鴞鸚鵡於其繁殖季節時所發出的嘹亮的求偶鳴叫。牠們在互相相距好幾公里的山頭上發出聲音而引導雌性前來。但有指雌性的鴞鸚鵡經常無法確認雄性的位置，致使牠們的繁殖率一直維持在低水平。

## 求偶場悖誤
此悖誤指出固執的雌性只選擇個別主導的雄性的性狀作為交配條件，明顯減弱了該物種的遺傳多樣性。此外另一明顯的缺點則是雌性在整個交配過程中沒有得到任何實質的好處，在孵卵及養育幼兒期間也缺少了雄性的協助。能夠解釋這些悖誤的論點有基因的突變將能夠為這些物種帶來潛在的變化，擁有這些優勢性狀的個體也被期望為擁有某些具有價值的隱性等位基因。
一些物種（如孔雀及黑琴雞）會在求偶場內與其兄弟合作。這些物種亦避免了上述悖誤，因為較大的求偶場明顯能吸引較多的異性，名望較低的個體透過協助其兄弟而獲得更多交配機會。雖然牠們可能終其一生都沒有交配的機會，但其家族的血緣仍然得以流傳開去。

## 物種
這個名詞最常用於描述黑琴雞（Tetrao tetrix）及西方松雞（Tetrao urogallus），後來其同科品種也發現有相似行為，這個名詞開始廣泛使用，當中包括艾草榛雞（Centrocercus）、草原雞（Prairie Chicken）及尖尾榛雞（Tympanuchus phasianellus）等。不少鳥類也有相似行為，如流蘇鷸（Philomachus pugnax）、中地鷸（Gallinago media）、麝鴨（Biziura lobata）、綠隱蜂鳥（Phaethornis guy）、侏儒鳥（Manakin）、天堂鳥（Paradisaeidae）及鴞鸚鵡等。哺乳動物中的烏干達赤羚（Ugandan Kob）及轉角牛羚（Damaliscus korrigum jimela），不少魚類，甚至一些雙翅目的昆蟲（Midge）及白蝙蝠蛾（Hepialus humuli）亦有這種行為。雄鹿的求偶嗚叫與求偶場交配制度亦十分相似。動物行為學家對在不同物種出現的各種求偶行為是否等同於求偶場交配制度仍有爭議，部分物種在受特定刺激或壓力下才會有這種表現也反映了當中的不確定性。

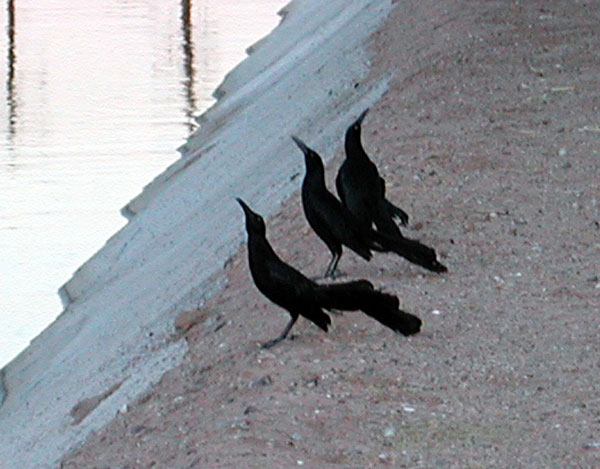
三隻大尾拟八哥可能正在進行求偶的嗚叫

## 外部連結
- （英文） 艾草榛雞的求偶場介紹 （页面存档备份，存于）